# Devil (rivière)
Pour les articles homonymes, voir Devil (homonymie).
La rivière  Devil  (anglais : Devil River) est une rivière de la région de  Tasman dans l’Ile du Sud de la Nouvelle-Zélande. 

## Géographie
Elle débute entre la chaîne de «Devil Range» et la chaîne d’«Anatoki Range» et s’écoule vers l’est à travers le Parc national de Kahurangi, atteignant la rivière Takaka à 13 km au sud de la ville de Takaka.